# Élections générales britanniques de 1818
Les élections générales britanniques de 1818 se sont déroulées le 4 août 1818. Ces élections sont remportées par le Parti tory.